# Llapis actiu

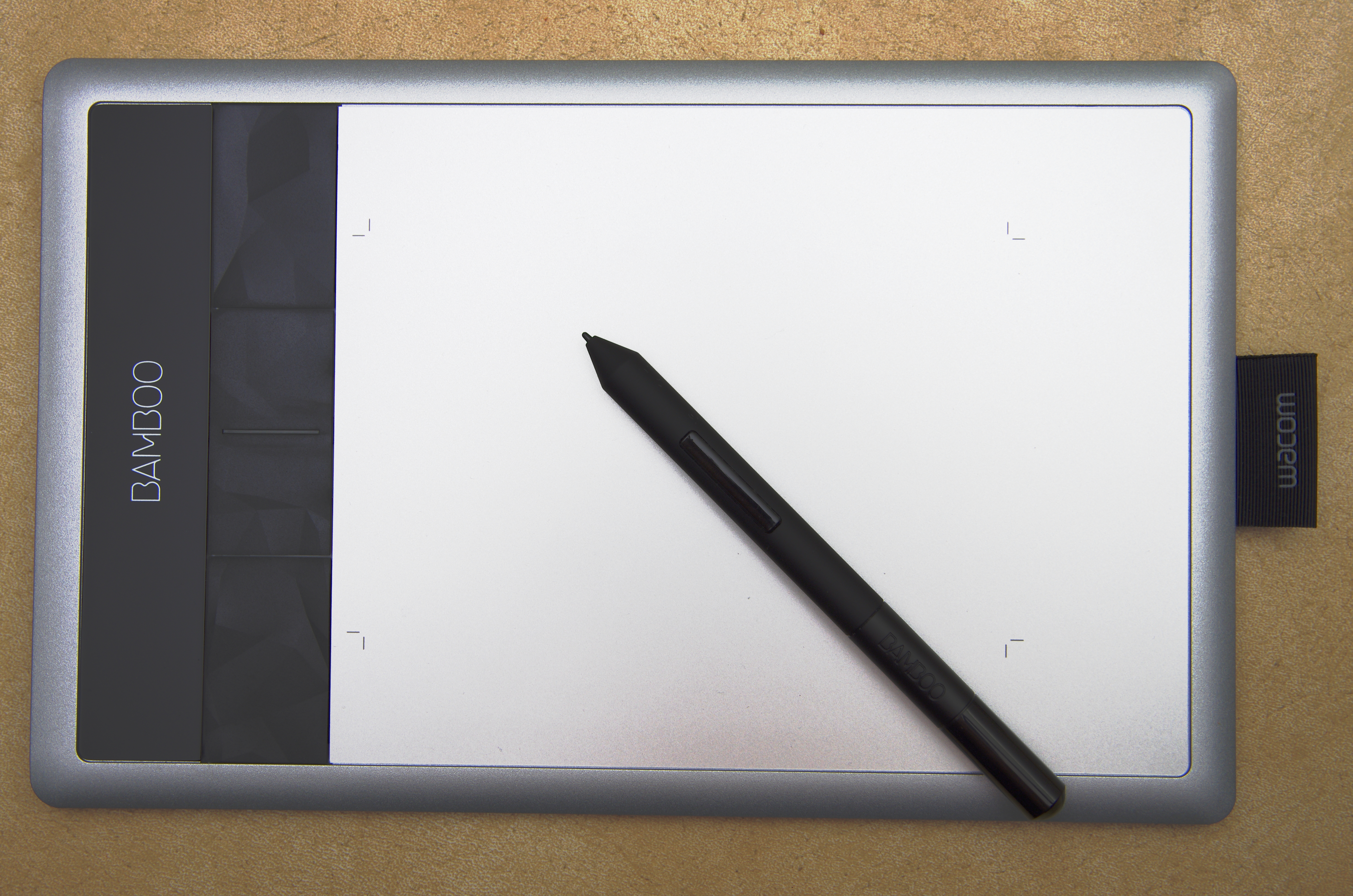
Tauleta Wacom amb estilet actiu inductiu. Les marques en la superfície indiquen l'àrea activa, que mesura 14.7×9.2 cm o 5.8×3.6 inch.

Un llapis actiu (o també estilet actiu) és un dispositiu d'entrada que inclou components electrònics i permet als usuaris poder escriure directament a la superfície de pantalla de LCD d'un dispositiu d'informàtica com un smartphone, tauleta tàctil o Ultrabook de tipus no resistiu, que no poden detectar el simple estilet digital clàssic de plàstic. El mercat del llapis actiu ha estat dominat molt de temps per N-trig i Wacom, però hi ha empreses com Atmel i Synaptics que també han començat a oferir dissenys de llapis actiu.
Llapis actiu vs. llapis passiu: La diferència principal entre un llapis actiu i el dispositiu d'entrada conegut com a estilet passiu ´és que encara que el darrer pot escriure directament a la pantalla, però no inclou electrònica i així no té les característiques que són úniques en un llapis actiu:49/5000: sensibilitat tàctil, botons d'entrada, etc.. Els llapissos actius moderns estan suportats sistemes operatius més moderns, inclòs els Android de Google i Microsoft Windows.

## Ús

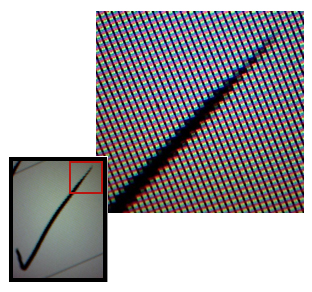
Bolígraf actiu, la pressió natural que nota

Els bolígrafs actius són típicament utilitzats per escriure notes, dibuixar damunt de la pantalla i treballar amb documents electrònics. També permeten una selecció acurada d'objectes i explorar i passar pantalles (scrolling). Quan s'usen conjuntament amb un programari de reconeixement de la lletra, l'entrada manuscrita del bolígraf actiu pot ser convertida a text digital, emmagatzemar-se en un document digital, i editar-la en forma de text o emprar-la en una aplicació de dibuix.

## Llapis actiu i posicional
Els components electrònics del bolígraf actiu generen senyals sense fil que són agafats per un digitalitzador intern i transmesos al seu controlador (expressament incorporat), proporcionant dades sobre la ubicació del bolígraf, pressió i altres funcionalitats.
Les característiques addicionals permeses per l'electrònica del bolígraf actiu inclouen reconeixement del palmell (“palm rejection” en anglès, que permet desestimar les accions tàctils sobre la pantalla no desitjades) i la funció “hover”. Que permet que l'ordinador reconegui la posició del bolígraf encara que no estigui en contacte amb la pantalla, sempre que la punta estigui a prop.
La majoria de bolígrafs actius presenten un o més botons de funció (p. ex. "eraser" i "correct-click") que poden ser utilitzats en lloc d'un ratolí o un teclat.

## Llapis capacitiu
Hi ha una nova generació tecnològica de llapis actiu, que és compatible amb les pantalles multitouch, de tecnologia capacitiva (dissenyades originalment per a ser activades amb el dit), que fan un traç fi a la pantalla permetent dibuixar o signar d'una manera acurada, impossible d'aconseguir amb el dit, ja que aquest tapa el punt de contacte.
Llapis capacitiu passiu
Alguns estilets capacitius típics inclouen una punta gruixuda de goma o escuma conductora provant d'imitar el dit de l'usuari, a diferència de les puntes fines (semblants a les dels bolígrafs convencionals) usades en els bolígrafs actius.

## Tecnologies

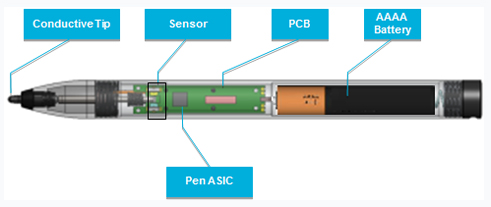
Secció llapis actiu, N-trig Duosense (pila AAAA)

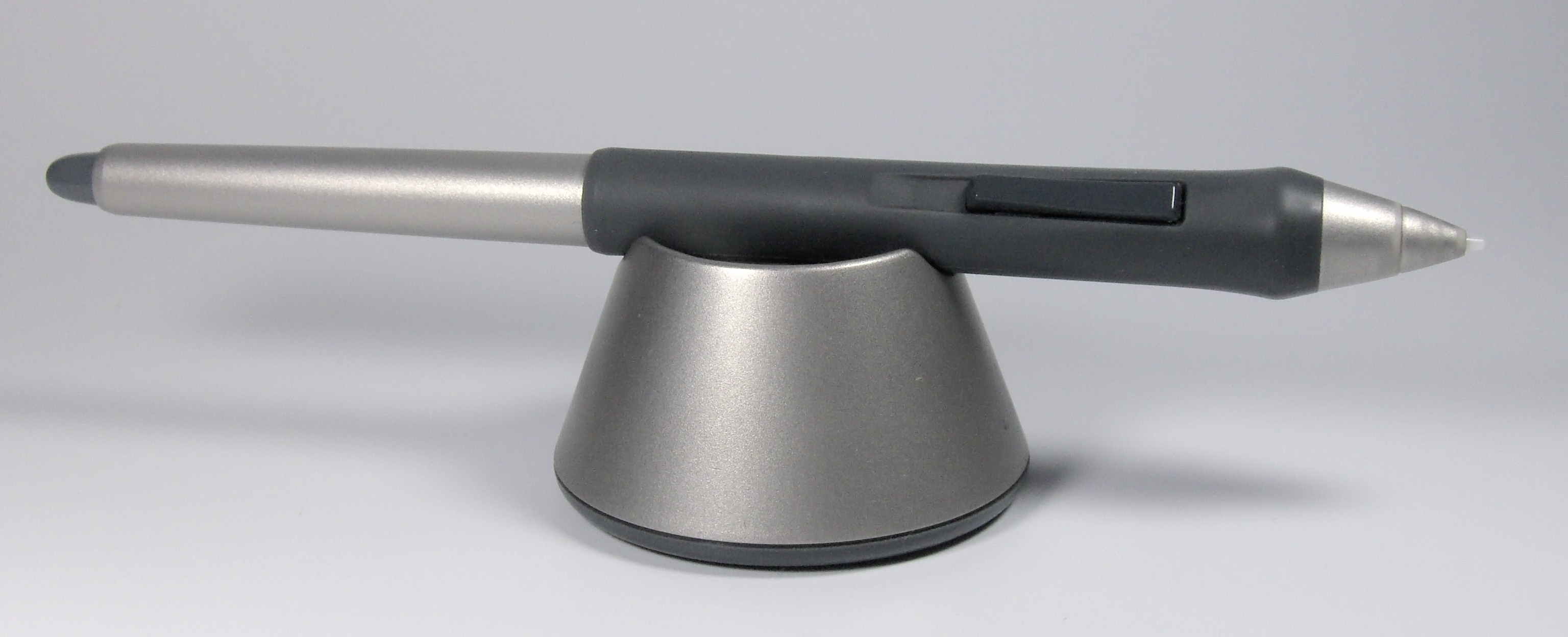
Un estilet actiu Wacom

### Actiu
Els bolígrafs actius, com N-trig DuoSense Pen™, inclou components electrònics els senyals dels quals són agafats per un dispositiu mòbil és construït-dins el digitalitzador i transmès al seu controlador, proporcionant dada damunt ubicació de bolígraf, pressió, el botó prem i altra funcionalitat.

### Posicional
Els llapis posicionals utilitzen una facilitat per detectar la ubicació de la punta durant escriure. Alguns models es poden trobar en tauletes gràfiques fetes populars per Wacom, i a les Tauletes tàctils que utilitzen la tecnologia Wacom Penabled™ .

### Capacitiu compatibles multitouch
Els llapissos compatibles multitouch utilitzen una facilitar que la pantalla detecti la ubicació de la punta durant l'escriptura. Són compatibles amb la majoria de smartphones i tauletes capacitives-multitouch com els iPhone, iPad, Samsung, LG, etc..

## Llista de productes
| Fabricant | Producte       | Compatibilitat multitouch | Comentaris |
| --------- | -------------- | ------------------------- | --- |
| Synaptics | Digital Stylus | n                         | |
| N-trig    | DuoSense Pen   | n                         | Estilet actiu que es combina amb una gamma ampla de dispositius tàctils de Microsoft, Sony, Asus, Acer, HTC i altres |
| Wacom     | Penabled       | n                         | Estilet actiu per dibuixar sobre tauleta compatible Wacom                                                            |
| Adonit    | Jot Dash       | s                         | |
| Adonit    | Digital Pen    | s                         | |
| MoKo      | Active Stylus  | s                         | |